# دهستان سامپهلینگ
دهستان سامپهلینگ (به لاتین: Sampheling Gewog) یک دهستان در کشور بوتان است که در ناحیهٔ چوخا واقع شده‌است. دهستان سامپهلینگ ۱۴۰ کیلومتر مربع مساحت دارد.